# ユリュング＝ハヤ
ユリュング＝ハヤ (ロシア語: Юрюнг-Хая; サハ語: Үрүҥ Хайа)とは、ロシア連邦サハ共和国アナバル地区にある村。人口は1,136人（2017年）。1930年設立。